# تعاطف (أغنية)
تعاطف (بالإنجليزية: Sympathy) أغنية لفريق الروك التقدمي الإنجليزي رير بيرد Rare Bird، وهي الأغنية الوحيدة للفريق التي ظهرت في قوائم الأغاني في المملكة المتحدة، وقد بلغت ذروتها في المرتبة 27 في المملكة المتحدة في عام 1970، وصعدت إلى المرتبة الأولى في إيطاليا وفرنسا، حيث بيعت 500000 نسخة في فرنسا وأكثر من مليون على مستوى العالم. بلغت الأغنية ذروتها في المرتبة 98 في أستراليا، لتصبح الأغنية الوحيدة للفريق التي ظهرت هناك. يتميز الغلاف بلوحة رسمها مارك هاريسون بعنوان «سيدة الطيور من زارتكلا»، استخدمت اللوحة لاحقًا في غلاف عدد يونيو 1981 من مجلة «الميتال الثقيل».

## فريق الرير بيرد
تشكل عام 1969، في المملكة المتحدة وحقق نجاحًا أكبر في بلدان أوروبية أخرى. أصدر الفريق خمسة ألبومات استوديو بين عامي 1969 و1974. كان نجاحهم الوحيد هي أغنية «التعاطف» التي تعتمد على الأرغن، والتي بلغت ذروتها في المرتبة 27. باعت مليون نسخة على مستوى العالم.

## طاقم العزف والتسجيل
- مارك أشتون: طبول، وغناء
- كيفن لامب: اورج، وغناء
- جراهام فيلد: لوحات المفاتيح (كيبورد) - اورج
- ستيف جولد: جيتار باس، وساكسفون، وغناء
- ديف كافينيتي: جهاز مزج، ولوحات المفاتيح، والبيانو كهربائي[9]

## نسخ مختلفة للأغنية
سجل الأغنية 30 فنان منذ 1969، وحتى 2012 حسب التالي:
سجل الأغنية فريق «ذي فاميلي دوج The Family Dogg»، وهو فريق غناء بريطاني نال شهرة بأغانيه المتناغمة. كان ألبومهم الأول «طريقة الحياة A Way of Life» هو أكثر أعمالهم شهرة، وفي أبريل 1970، صعد الفريق إلى المرتبة الثانية في هولندا بأغنية «تعاطف».
سجل الأغنية أيضا فريق الروك البريطاني «ماريليون Marillion» عام 1992، وصعدت للمركز 17 في المملكة المتحدة، لتصبح بذلك في المركز 17 ضمن أفضل 40 أغنية للفريق.
قدمت المغنية البريطانية «تويا Toyah» نسختها لأغنية «التعاطف» عام 1985.
سجلها جاسبر ستيفيرلينك في عام 2004.
كما سجلتها كارلوتا برويتي عام 2012.

## كلمات الأغنية
الآن عندما تصعد Now when you climb
في سريرك الليلة Into your bed tonight
وعندما تقفل And when you lock
وتحكم إغلاق الباب And bolt the door
فقط فكر في هؤلاء Just think of those
بالخارج في البرد والظلام Out in the cold and dark
لانه لا يوجد ما يكفي من الحب 'Cause there's not enough love to go 'round
لا، ليس هناك ما يكفي من الحب حولنا No, there's not enough love to go 'round
والتعاطف And sympathy
هو ما نحتاجه يا صديقي Is what we need, my friend
والتعاطف And sympathy
هو ما نحتاجه Is what we need
والتعاطف And sympathy
هو ما نحتاجه يا صديقي Is what we need, my friend
لانه لا يوجد ما يكفي من الحب 'Cause there's not enough love to go 'round
لا، ليس هناك ما يكفي من الحب حولنا No, there's not enough love to go 'round
الآن نصف العالم Now half the world
يكره النصف الآخر Hates the other half
ونصف العالم And half the world
لديه كل الطعام Has all the food
ونصف العالم And half the world
يرقد ويتضور جوعا بهدوء Lies down and quietly starves
لانه لا يوجد ما يكفي من الحب 'Cause there's not enough love to go 'round

## وصلات خارجية
https://www.youtube.com/watch?v=2TMw92_q8Ac تعاطف (أغنية)
https://www.youtube.com/watch?v=p9VXM11tyQw تعاطف (أغنية)
https://www.youtube.com/watch?v=YlyGi1y6YF0 تعاطف (أغنية)
https://www.youtube.com/watch?v=g1_Z3uTa3tQ تعاطف (أغنية)
https://playback.fm/charts/top-100-songs/video/1970/Rare-Bird-Sympathy تعاطف (أغنية)
https://archive.org/details/roughguidetorock00roug/mode/2up تعاطف (أغنية)
https://www.comics.org/issue/306639/ تعاطف (أغنية)
https://archive.org/details/bookofgoldendisc00murr/page/284/mode/2up تعاطف (أغنية)